# Мери, Вейо
Вейо Вяйнё Валво Мери (фин. Veijo Väinö Valvo Meri; 31 декабря 1928, Выборг — 21 июня 2015, Финляндия) — финский писатель, поэт, награждённый высшей наградой Финляндии для деятелей искусств — медалью «Pro Finlandia» (1967); удостоен звания академика (1998).
Первый из принёсших ему известность романов «Манильский канат» (1957) является одним из наиболее часто переводимых на иностранные языки произведений финской прозы.
В 1973 году за роман «Kersantin poika» («Сын унтер-офицера») писатель был удостоен литературной премии Северного Совета. Государственная премия по литературе присуждалась ему семь раз (1958, 1961, 1962, 1964, 1969, 1974, 1976).